# Curzio Mancini
Curzio Mancini fou un compositor italià del Renaixement. Fou mestre de capella de la basílica romana de Santa Maria la Maggiore (1589-1591), el 1607 de la de Sant Joan del Laterà i dirigí la de la Santa Casa de Loreto. Escriví Il libro de' madrigali a cinque voci (Venècia, 1595), diversos motets, lletanies, etc.